# Mistrzostwa świata w hokeju na lodzie na siedząco mężczyzn

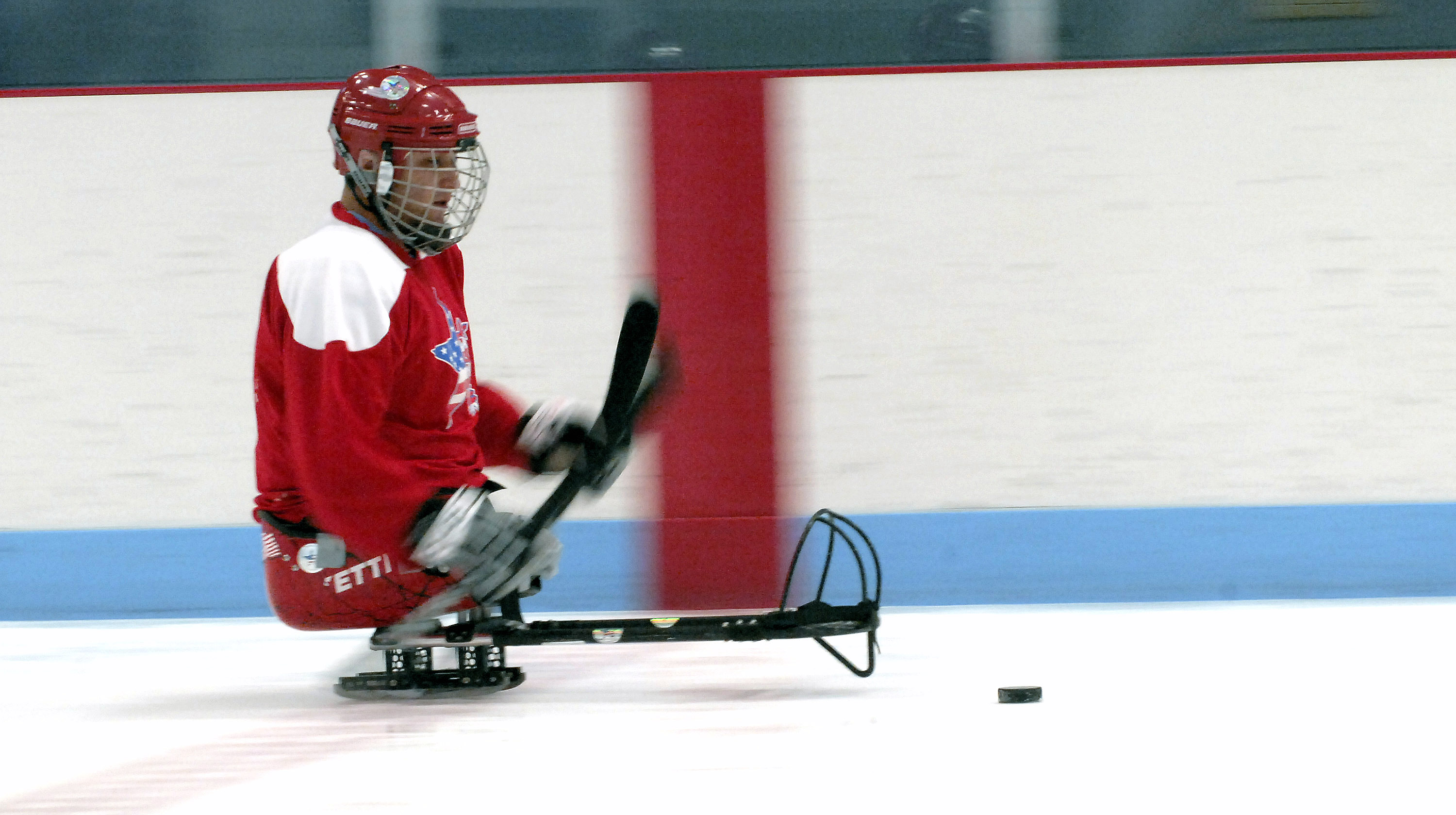
Hokeista na sledgach

Mistrzostwa świata w hokeju na lodzie na siedząco mężczyzn – międzynarodowy turniej hokeja na lodzie na siedząco mężczyzn, organizowany od 1996 r., w którym biorą udział najlepsze reprezentacje na świecie w tej dyscyplinie, wystawiane przez krajowe federacje zrzeszone w Międzynarodowym Komitecie Paralimpijskim.

## Edycje
| Rok  | Miejsce          | 1. miejsce        | 2. miejsce        | 3. miejsce        | Finał         | Z  |
| 1996 | Nynäshamn        | Szwecja           | Norwegia          | Kanada            | SWE 3 – 2 NOR | 6  |
| 2000 | West Valley City | Kanada            | Norwegia          | Szwecja           | CAN 2 – 1 NOR | 6  |
| 2004 | Örnsköldsvik     | Norwegia          | Stany Zjednoczone | Szwecja           | NOR 2 – 1 USA | 8  |
| 2008 | Marlborough      | Kanada            | Norwegia          | Stany Zjednoczone | CAN 3 – 2 NOR | 10 |
| 2009 | Ostrawa          | Stany Zjednoczone | Norwegia          | Kanada            | USA 1 – 0 NOR | 13 |
| 2012 | Hamar            | Stany Zjednoczone | Korea Południowa  | Kanada            | USA 5 – 1 KOR | 14 |

Z – liczba uczestników